# Fulbrightova štipendija
Fulbrightova štipendija je mednarodna štipendija na podlagi programa, v katerem Združene države Amerike sodelujejo z več kot 155 državami na svetu, ter vključuje študente, univerzitetne predavatelje in raziskovalce, znanstvenike in umetnike. Leta 1946 jo je ustanovil senator J. William Fulbright. 
S pomočjo Fulbrightovega programa se ameriški državljani izpopolnjujejo v tujini, državljani ostalih držav pa na univerzah v Združenih državah Amerike. 
Slovenski državljani se lahko za štipendijo potegujejo preko razpisa, ki je vsako leto objavljen na spletnih straneh Veleposlaništva ZDA v Sloveniji